# Râul Balinți
Râul Balinți este un curs de apă, afluent al râului Bașeu. 